# Alburnoides gmelini
Alburnoides gmelini är en fiskart som beskrevs av Bogutskaya och Brian W. Coad 2009. Alburnoides gmelini ingår i släktet Alburnoides och familjen karpfiskar. IUCN kategoriserar arten globalt som livskraftig. Inga underarter finns listade i Catalogue of Life.